# 哈蒙德 (路易斯安那州)
哈蒙德（Hammond）是美国路易斯安那州坦吉帕霍阿堂区的一座城市。
根据2000年美国人口普查，共有17,639人，其中白人占52.43%、非裔美国人占45.2%。